# Mark Stichler
Mark Stichler (* 1968 in Stuttgart) ist ein deutscher Buchautor, der zudem mehrere Film- und Serienbücher geschrieben hat, z. B. zu Lenas Ranch und Binny und der Geist.

## Leben
Mark Stichler verbrachte seine Schulzeit in Ludwigsburg und versuchte sich an verschiedenen Studiengängen wie Ethnologie, Deutsch, Geschichte und Sport. Stichler spielte in verschiedenen Bands Gitarre. Im Februar 2014 erschien sein erster Krimi beim Gmeiner-Verlag mit dem Titel Rapunzelturm. 

## Werke
- Rapunzelturm. Gmeiner-Verlag  2014, ISBN 978-3-8392-1540-1.
- Lenas Ranch Band 1: Mistral, der schwarze Hengst. Schneiderbuch Verlag 2014, ISBN 978-3-505-13470-8.
- Lenas Ranch Band 2: Lena und die wilden Pferde. Schneiderbuch Verlag 2014, ISBN 978-3-505-13471-5.
- Gasgeschäfte. Gmeiner-Verlag  2015, ISBN 978-3-8392-1745-0.
- Verkauftes Land. Verlag Eugen Ulmer 2017, ISBN 978-3-8001-8337-1.
- Aufbruch in die Dunkelheit. Maximum Verlag 2020, ISBN 978-3-948346-21-8.
- Zeit der Dunkelheit. Maximum Verlag 2021, ISBN 978-3-948346-33-1.